# Optași-Măgura (gmina)
Optași-Măgura – gmina w Rumunii, w okręgu Aluta. Obejmuje tylko jedną miejscowość Optași. W 2011 roku liczyła 1274 mieszkańców.